# 维拉 (东比利牛斯省)
维拉（法語：Vira，法語發音：[viʁa] ⓘ）是法国东比利牛斯省的一个市镇，属于佩皮尼昂区。

## 地理
维拉（42°46'12"N, 2°24'50"E）面积12.96 平方千米，位于法国奧克西塔尼大區东比利牛斯省，该省份为法国大陆部分最南部的省份，涵盖了北加泰罗尼亚，北起奥德省，西接阿列日省和安道尔，南与西班牙接壤，东临地中海。
与维拉接壤的市镇（或旧市镇、城区）包括：然克拉、布尔扎讷河畔蒙福尔、弗努耶、福斯、勒维维耶、拉布耶。
维拉的时区为UTC+01:00、UTC+02:00（夏令时）。

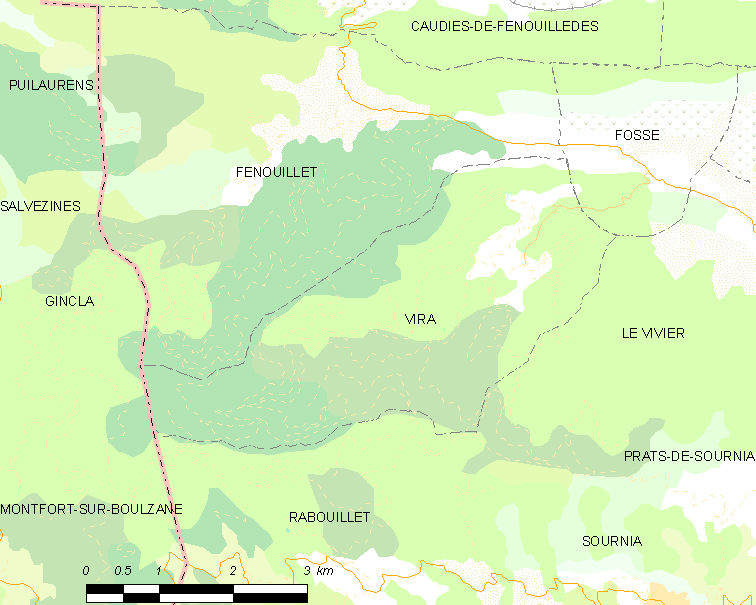
维拉的OSM定位图

## 行政
维拉的邮政编码为66220，INSEE市镇编码为66232。

## 政治
维拉所属的省级选区为阿格利河谷县。

## 人口

1962-2008年间维拉人口变化图示

维拉于2022年1月1日时的人口数量为28人。